# ムサラ山
ムサラ山（ブルガリア語: Мусала; アラビア語、オスマントルコ語の「神の近く」や「祈りの場」の意に由来）は、バルカン半島の中で最も高い山である。標高は 2,925m(9,596ft)。ブルガリア南西部のリラ山脈の最高峰のムサラ山は、アルプス山脈とコーカサス山脈の間においても最も高い。
高山に生息する鳥類のカベバシリをヨーロッパで最も簡単に見つけることができ、中斜面域の森に植生するマケドニアマツやブルガリアモミなど豊かな動植物の種を含むことで知られるリラ国立公園の内部にムサラ山は位置している。ムサラ山は、ブルガリアのすべての主要な山脈を見下ろすことができる。西方のリラ山脈はもちろんのこと、北西のヴィトシャ、北東のスレドナ・ゴラ山脈、ヴィトシャとスレドナ・ゴラの奥の北の地平線に沿ったバルカン山脈、南東のロドピ山脈、南のピリン山脈のほか、マケドニア国境のオソガボとセルビア国境のルイ山も含まれる。
ムサラ山の年間平均気温 -3℃は、ブルガリアとバルカン半島全域で最も寒い場所である。温度は、毎年およそ8ヵ月の間、0℃未満にとどまる。このためムサラ山の年間降水量の約45％は雪で、積雪は半年以上の約200日間続く。ブルガリア三大主要河川のイスクル川、マリツァ川とメスタ川は、ムサラ山の付近に源流がある。
ムサラ山付近の次に高い山は、リトルムサラ山（2902メートル）とIrechek山（2852メートル）である。

## 気候
山頂部は、長い冬と短い涼しい夏の亜寒帯気候である(下の図によると、山頂部の最暖月平均気温は5.3℃であり、 寒帯のツンドラ気候である)。通常、気温は冬を通して何ヶ月も氷点下を上回ることがなく、およそ8～9ヶ月の間は雪に覆われている。夏を通して温度は 14～15℃を上回ることはまずない。夏の季節はわずか2ヶ月間で雪が降ることもある。1931年から1970年の期間で、記録された最高温度は 18.7℃、最低気温は -31.2℃であった。年間平均気温 -3℃は、ブルガリア国内の山々で最も寒い場所である。
| ムサラ山頂の気候       | ムサラ山頂の気候 | ムサラ山頂の気候 | ムサラ山頂の気候 | ムサラ山頂の気候 | ムサラ山頂の気候 | ムサラ山頂の気候 | ムサラ山頂の気候 | ムサラ山頂の気候 | ムサラ山頂の気候 | ムサラ山頂の気候 | ムサラ山頂の気候 | ムサラ山頂の気候 | ムサラ山頂の気候 |
| 月                     | 1月              | 2月              | 3月              | 4月              | 5月              | 6月              | 7月              | 8月              | 9月              | 10月             | 11月             | 12月             | 年               |
| ---------------------- | ---------------- | ---------------- | ---------------- | ---------------- | ---------------- | ---------------- | ---------------- | ---------------- | ---------------- | ---------------- | ---------------- | ---------------- | ---------------- |
| 最高気温記録 °C （°F） | 7 (45)           | 3.4 (38.1)       | 12.1 (53.8)      | 13.7 (56.7)      | 12.6 (54.7)      | 16.5 (61.7)      | 18.6 (65.5)      | 18.7 (65.7)      | 17 (63)          | 14 (57)          | 9.6 (49.3)       | 6.8 (44.2)       | 18.7 (65.7)      |
| 平均最高気温 °C （°F） | −8.2 (17.2)      | −7.6 (18.3)      | −5.6 (21.9)      | −1.6 (29.1)      | 2.5 (36.5)       | 5.4 (41.7)       | 8.5 (47.3)       | 9.1 (48.4)       | 6.1 (43)         | 1.8 (35.2)       | −2.1 (28.2)      | −6 (21)          | 0.2 (32.4)       |
| 日平均気温 °C （°F）   | −10.9 (12.4)     | −10.8 (12.6)     | −9 (16)          | −5.2 (22.6)      | −1 (30)          | 2.3 (36.1)       | 5 (41)           | 5.3 (41.5)       | 2.6 (36.7)       | −1 (30)          | −4.9 (23.2)      | −8.6 (16.5)      | −2.7 (27.1)      |
| 平均最低気温 °C （°F） | −13.8 (7.2)      | −13.6 (7.5)      | −11.6 (11.1)     | −7.8 (18)        | −3.4 (25.9)      | −0.1 (31.8)      | 2.1 (35.8)       | 2.5 (36.5)       | −0.1 (31.8)      | −3.6 (25.5)      | −7.3 (18.9)      | −11 (12)         | −5.6 (21.9)      |
| 最低気温記録 °C （°F） | −30.6 (−23.1)    | −29.8 (−21.6)    | −26.8 (−16.2)    | −20.6 (−5.1)     | −15.6 (3.9)      | −12 (10)         | −8 (18)          | −9.8 (14.4)      | −14 (7)          | −17.5 (0.5)      | −27.4 (−17.3)    | −31.2 (−24.2)    | −31.2 (−24.2)    |
| 降水量 mm （inch）     | 126 (4.96)       | 110 (4.33)       | 130 (5.12)       | 128 (5.04)       | 119 (4.69)       | 105 (4.13)       | 80 (3.15)        | 56 (2.2)         | 47 (1.85)        | 72 (2.83)        | 88 (3.46)        | 115 (4.53)       | 1,176 (46.3)     |
| 平均降雨日数           | 1                | 0                | 0                | 0                | 4                | 8                | 9                | 7                | 6                | 3                | 1                | 0                | 39               |
| 平均降雪日数           | 13               | 14               | 17               | 18               | 14               | 5                | 2                | 1                | 4                | 8                | 13               | 15               | 124              |
| 出典：Stringmeteo.com  |                  |                  |                  |                  |                  |                  |                  |                  |                  |                  |                  |                  |                  |

## ギャラリー

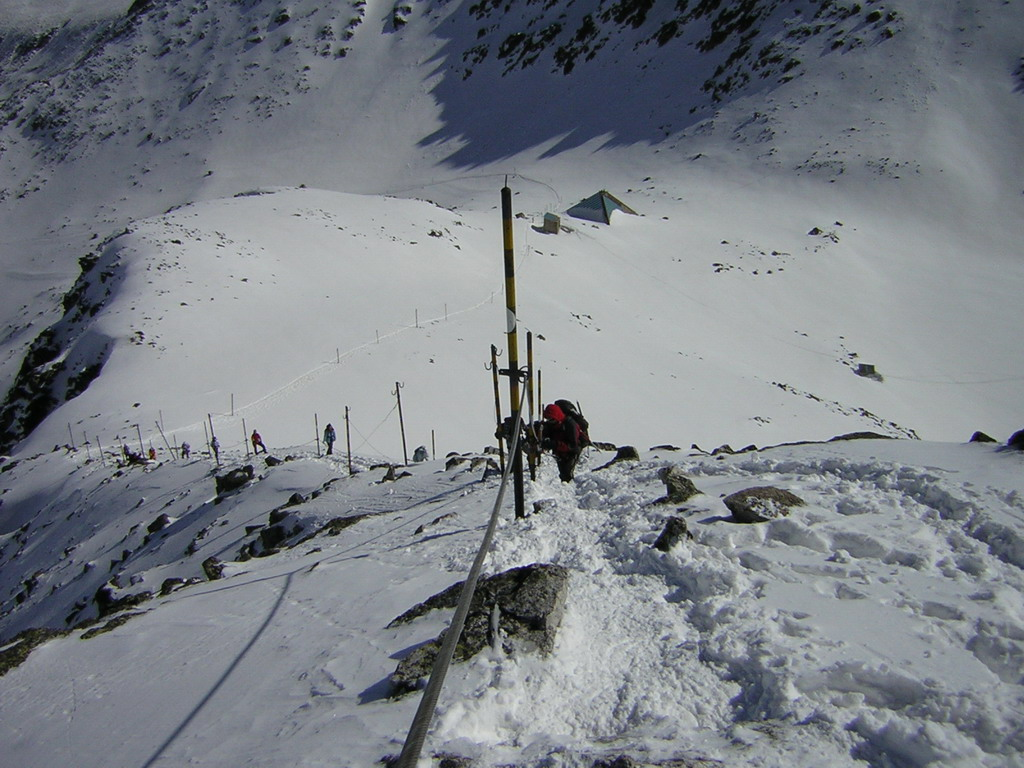
山頂付近の登山者。遠方の三角形の建物は避難所の「エベレストシェルター」。
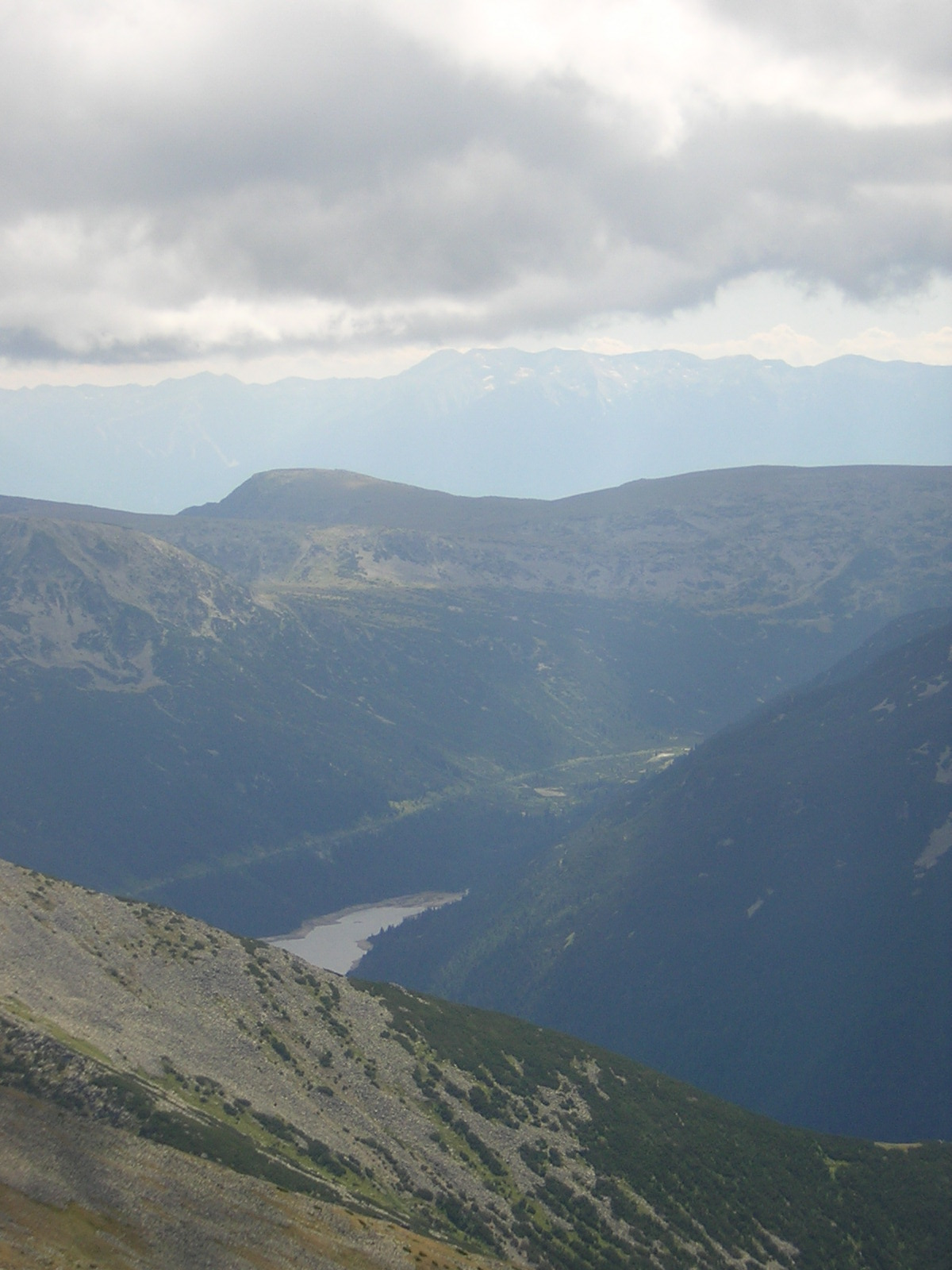
ムサラ山からピリンの山々を望むことができる。
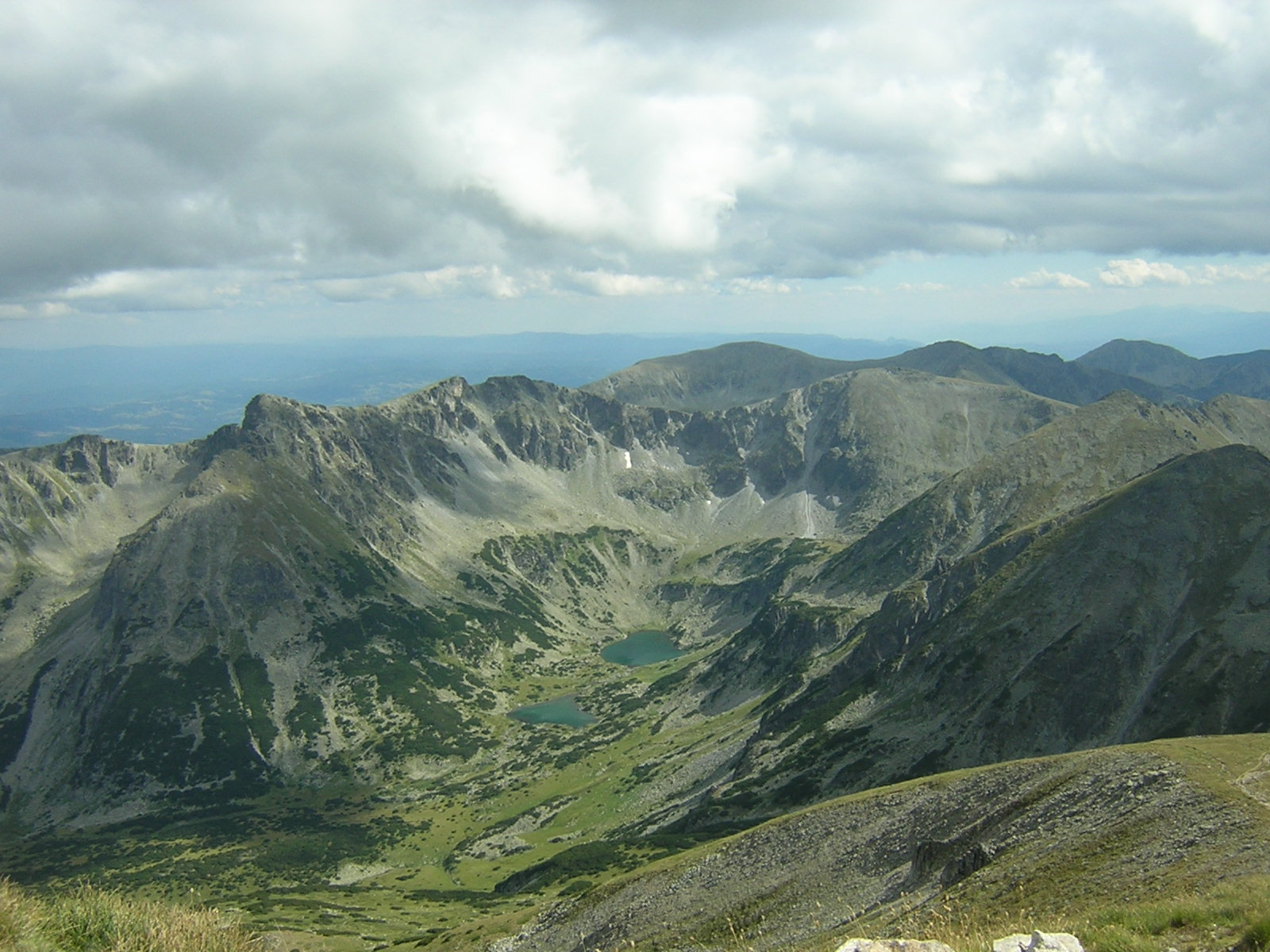
ムサラ山から見るマリツァ川の源流。
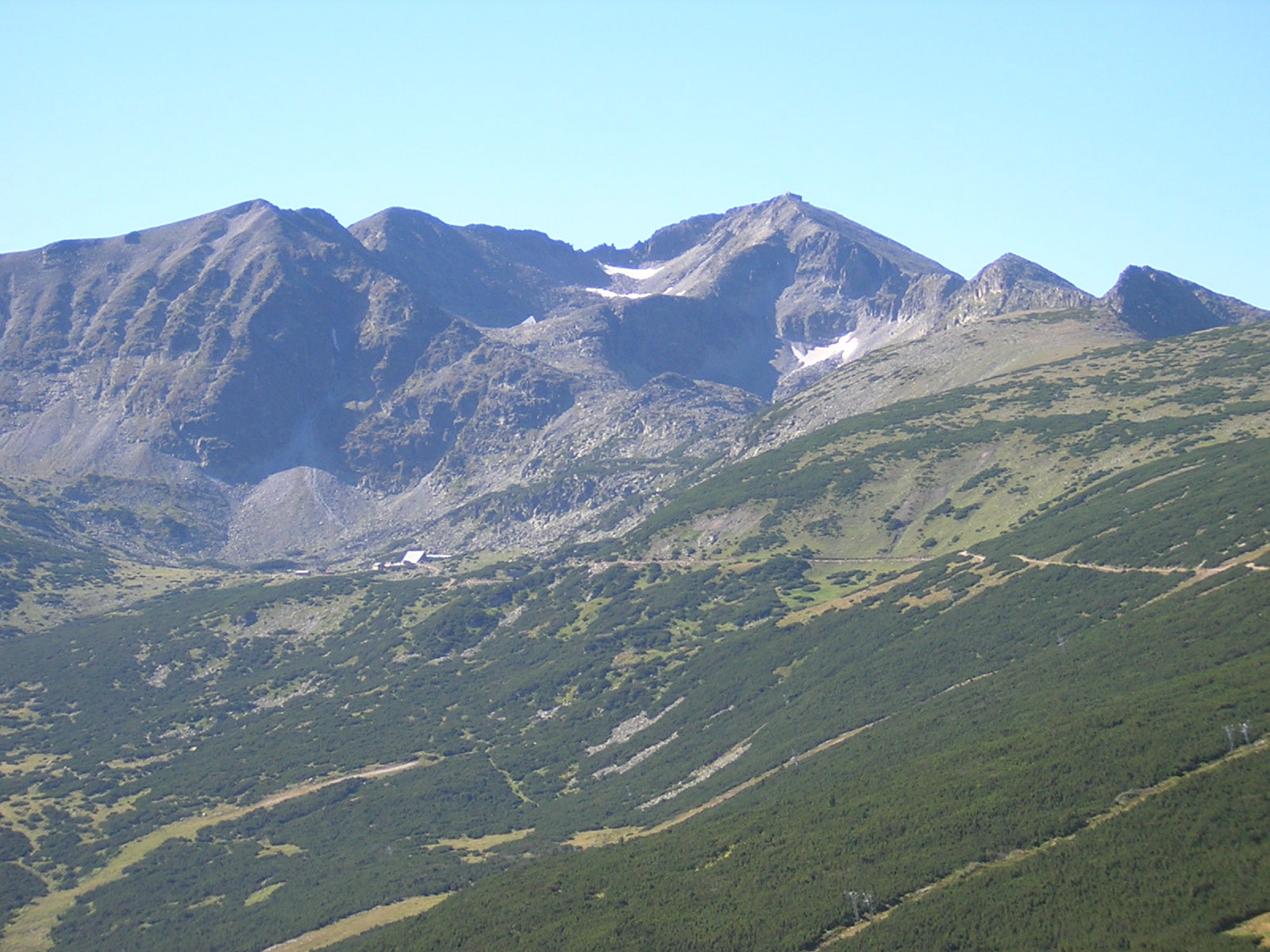
ふもとから見たムサラ山。シャレームサラ山とエベレストシェルターも同様に見ることができる。